# Ostrštokové z Astfeldu
Ostrštokové z Astfeldu byla česká erbovní rodina. 

## Historie
Předek rodu František se v roce 1607 přistěhoval z Českých Budějovic do Prahy. Držel „Dům u prstenu“ vedle starého ungeltu (místo, kde se vybírá clo, poplatky atd.), byl pak výběrčím posudného v pražských městech a krajským staroměstským rychtářem. Majestátem obdržel 24. března 1604 erb a příjmení z Astfeldu, potom stál pevně k Habsburskému domu a katolické církvi. Císař Ferdinand II. potvrdil 11. května 1623 erb a vyhlásil Ostrštoka za vladyku. Po získání inkolátu v roce 1627 koupil statek Radonice. Zemřel 25. prosince 1636.  
Jeho manželkou byla Veronika Hyršová z Hyršperka. Kromě dcery měl syna Jana Ignáce, jenž získal vzdělání u jezuitů. V letech 1649–1651 držel s manželkou Evou Maxmiliánou ze Sulevic statek Jindice. Zůstal pak v Praze, kde jeho potomci dlouhý čas drželi dům u Ostrštoků na Starém Městě. 
V roce 1788 ještě žil František Ostrštok z Astfeldu.

## Erb
Její erb byl štít na délku poloviční, vpravo s dubovým pařezem a zelenající větví, vlevo na čtyřech křížem rozdělených polích byla zlatá lví hlava v červeném poli a červená lilie v bílém poli, dvě křídla bez křížení rozdělená a červenobíle a zlatomodře zbarvená.